# Loggia degli Osii
La Loggia degli Osii, est un bâtiment historique de la ville de Milan, en Italie. Il occupe le côté sud-est de la piazza Mercanti, centre de la cité milanaise à l'époque médiévale.

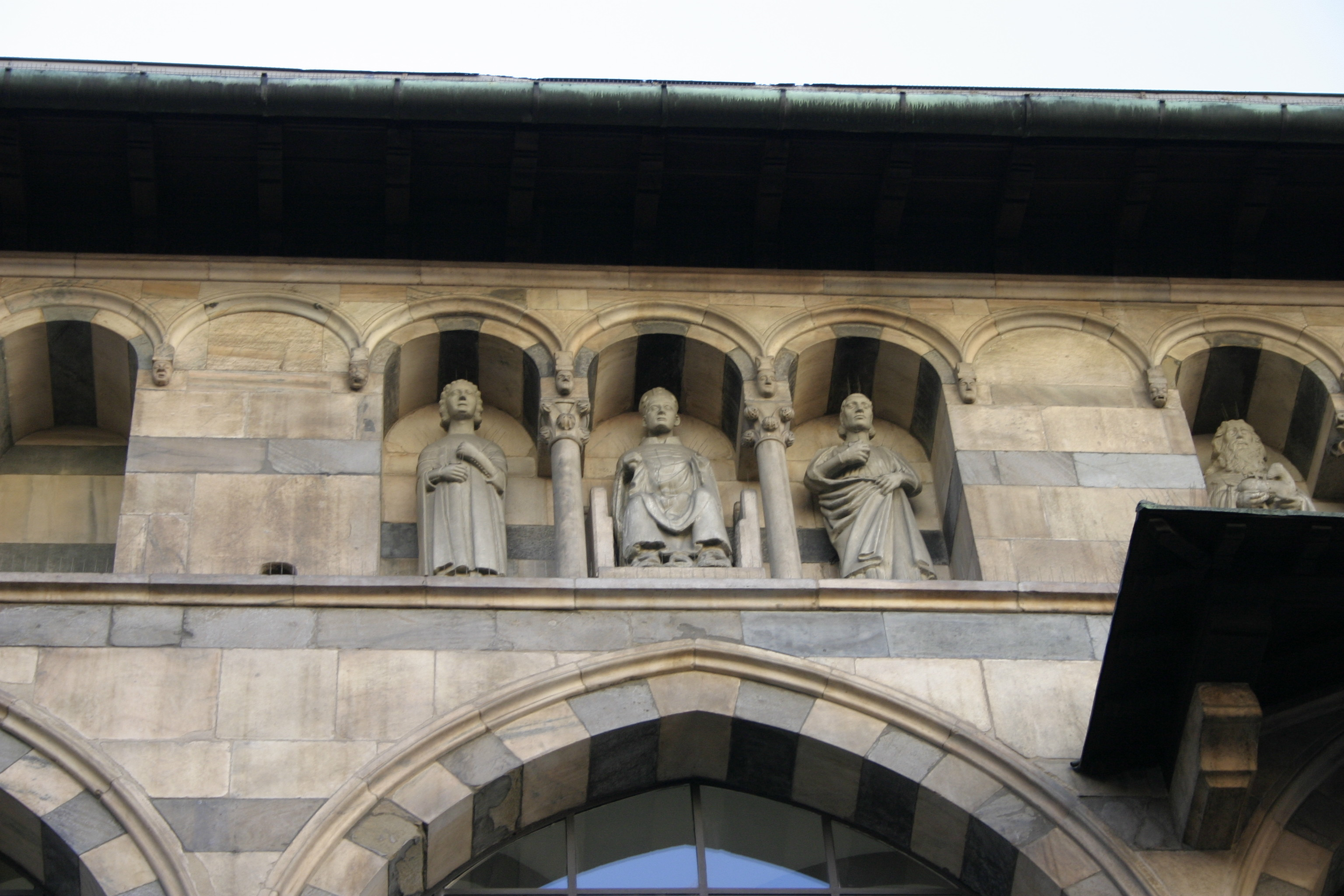
Détail de la partie supérieure de la façade

## Histoire
Le bâtiment a été construit en 1321 sur ordre de Mathieu Ier Visconti, qui désirait faire construire une série de portiques à proximité du Palazzo della Ragione pour y abriter les activités judiciaires et notariales de la cité. Son nom provient de la famille des Osii, qui possédait quelques palais dans les environs avant la construction de la structure actuelle.
Les peines et edits étaient prononcés par les juges milanais depuis le balcon de la Loggia (connu comme le parlera). Ce balcon est par ailleurs orné d'un aigle portant une proie, symbole de justice.

## Description
La façade de l'édifice présente un portique et une loggia de style gothique. La décoration de marbre blanc et noir ornant cette façade n'est pas très courante pour les constructions gothiques milanaises. Ce type de décoration, plus courant à Gênes à cette époque, est peut-être un hommage à Valentina Doria, la femme de Mathieu Visconti.
Les deux loggias sont surmontées d'une série de fenêtres à meneaux tripartites, abritant des statues. Ces dernières furent réalisées au XIVe siècle par Ugo da Campione et son fils Giovanni, ainsi que par d'autres maîtres sculpteurs venant de Campione et de Toscane.